# Torre de Almedina

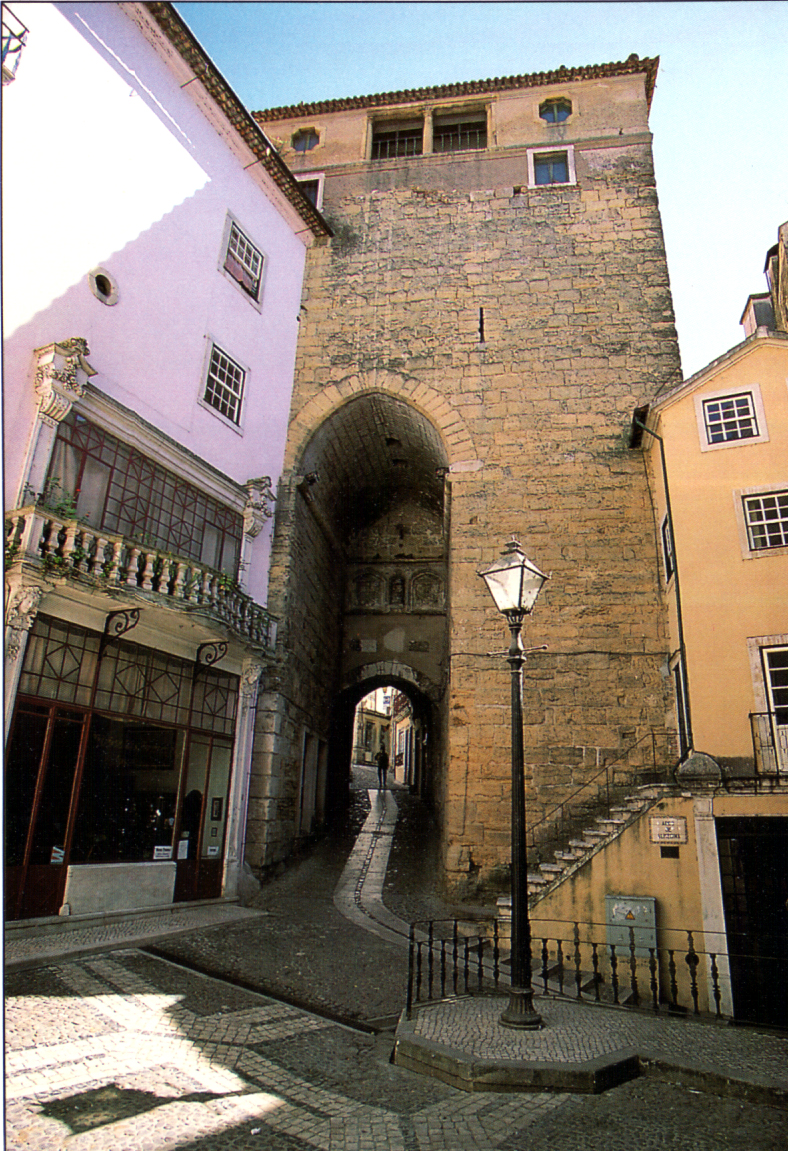
Außenansicht des Turms

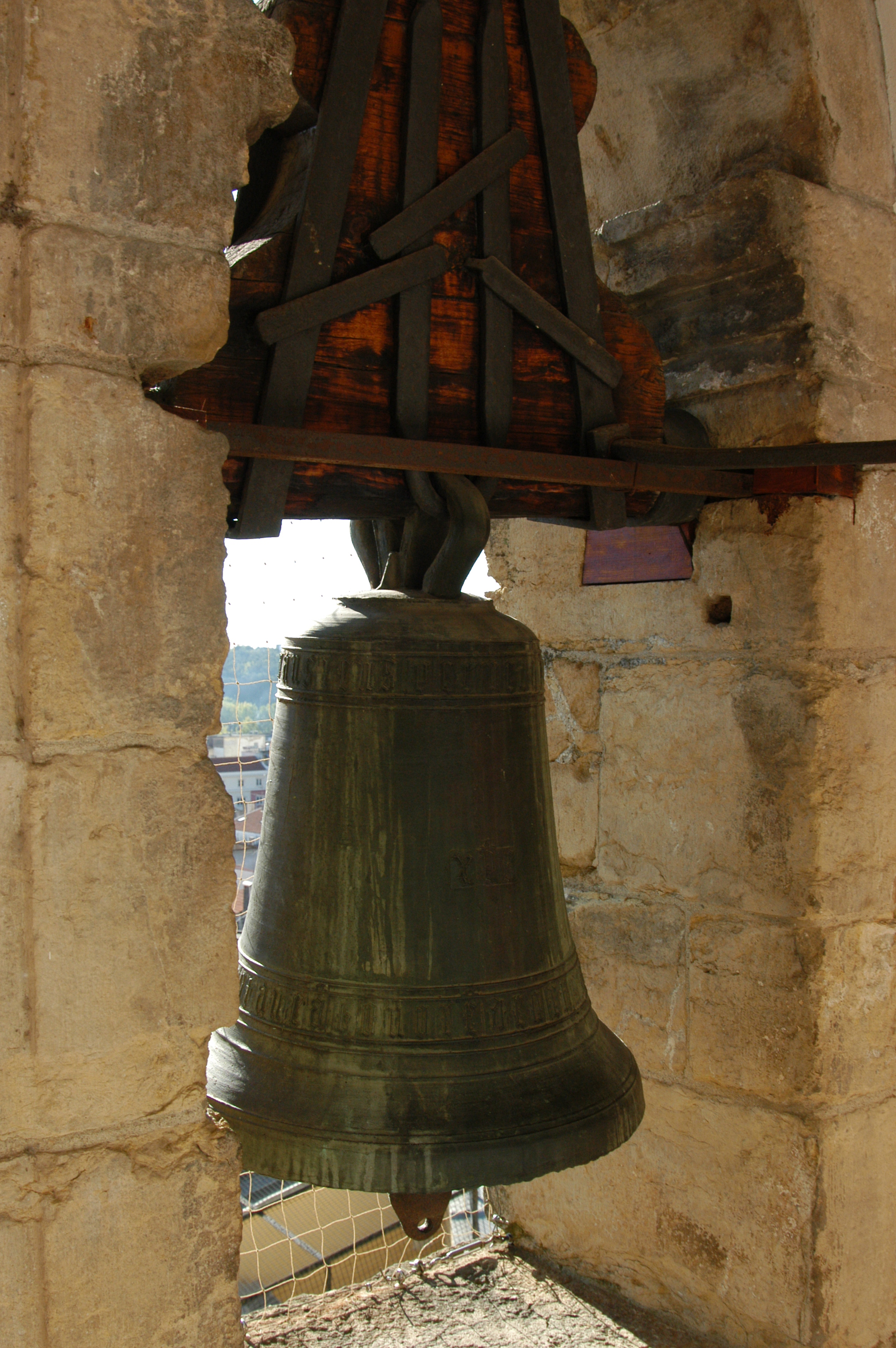
Sino da Torre de Almedina

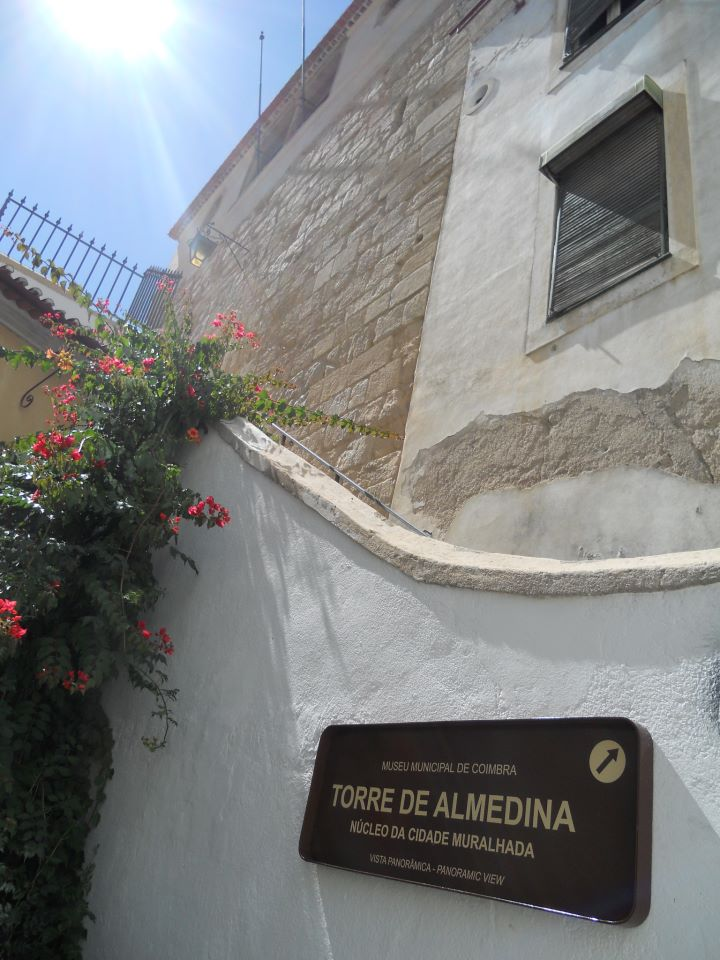
Ummauerte Stadt

Der mittelalterliche Verteidigungsturm Torre de Almedina gehört zu den Sehenswürdigkeiten der Stadt Coimbra.
Zum Museum der Câmara Municipal de Coimbra gehört das Informationszentrum, das sich mit der Geschichte Coimbras befasst. ein Modell der mittelalterlichen Stadt vermittelt einen Eindruck von Coimbra zur damaligen Zeit. Es wird von einer audiovisuellen Präsentation unterstützt, welche die urbane Entwicklung und Stadtgeschichte näherbringt. Der obere Teil des Turms bietet einen Rundumblick über Coimbra und die ehemalige Stadtmauer.
Der Turm war einer der fünf Verteidigungstürme Coimbras, die in die Stadtmauer eingebaut waren, und hatte im Laufe der Zeit verschiedene Verwendungszwecke.